# Gran Premi Ciclista de Quebec 2015
El Gran Premi Ciclista de Quebec 2015 fou la sisena edició del Gran Premi Ciclista del Quebec. La cursa es disputà l'11 de setembre de 2015. Aquesta fou la 26a prova de l'UCI World Tour 2015. Junt al Gran Premi Ciclista de Mont-real, que es disputa dos dies més tard, és una de les dues proves World Tour que es disputen a Amèrica del Nord.
El vencedor fou el colombià Rigoberto Urán (Etixx-Quick Step), que s'imposà a l'esprint a Michael Matthews (Orica-GreenEDGE) i Alexander Kristoff (Team Katusha), segon i tercer respectivament.

## Participants
El 17 equips UCI World Tour són presents en aquesta cursa. L'organització també convidà a tres equips continentals professionals i a l'equip nacional del Canadà, per totalitzar un gran grup de 21 equips:
| - AG2R La Mondiale - Astana Qazaqstan Team - Bora-Argon 18 - BMC Racing Team - Selecció del Canadà - Cannondale-Garmin - Drapac Professional Cycling - Etixx-Quick Step - Team Europcar - FDJ - Team Giant-Alpecin | - IAM Cycling - Team Katusha - Lampre-Merida - Team LottoNL-Jumbo - Lotto Soudal - Movistar Team - Orica-GreenEDGE - Team Sky - Team Tinkoff-Saxo - Trek Factory Racing |

## Classificació final
| #  | Ciclista                 | Equip               | Temps      | Punts UCI |
| -- | ------------------------ | ------------------- | ---------- | --------- |
| 1  | Rigoberto Uran (COL)     | Etixx-Quick Step    | 5h 09' 47" | 80        |
| 2  | Michael Matthews (AUS)   | Orica-GreenEDGE     | m. t.      | 60        |
| 3  | Alexander Kristoff (NOR) | Team Katusha        | m. t.      | 50        |
| 4  | Tom-Jelte Slagter (NED)  | Cannondale-Garmin   | m. t.      | 40        |
| 5  | Diego Ulissi (ITA)       | Lampre-Merida       | m. t.      | 30        |
| 6  | Bauke Mollema (NED)      | Trek Factory Racing | m. t.      | 22        |
| 7  | Philippe Gilbert (BEL)   | BMC Racing Team     | m. t.      | 14        |
| 8  | Tony Gallopin (FRA)      | Lotto Soudal        | m. t.      | 10        |
| 9  | Warren Barguil (FRA)     | Team Giant-Alpecin  | m. t.      | 6         |
| 10 | Greg Van Avermaet (BEL)  | BMC Racing Team     | m. t.      | 2         |